# الطندباوي
الطَّنْدُبَاوِي أو التَّنْدُبَاوِي هو أحد أحياء مكة المكرمة في منطقة مكة المكرمة، في غرب المملكة العربية السعودية. يوجد حي الطَّنْدُبَاوِي في بلدية أجياد الفرعية.
الطَّنْدُبَاوِي هي إحدى ضواحي مكة القديمة والتي تقع بين منطقة الحرم والمركز التجاري «الهندوية» ويبعد عن المنطقة المركزية حوالي كيلومتر واحد بسبب قربها من أنشطة الحج، تتمتع الطَّنْدُبَاوِي بتقليد توفير المياه للحجاج وأصبحت في الآونة الأخيرة موقعًا للعديد من المقاهي الراقية، وصار بها كذلك العديد من الفنادق الراقية.

## بنية المعمار
على الرغم من البنايات الحديثة، فإنه حتى حدود عام 2018، ما زال الحي يحتفظ بالنسيج الحضري لمدينة إسلامية من فترة العصور الوسطى. ومع ذلك، أصدرت المملكة العربية السعودية العديد من الخطط لإعادة تطوير مكة، والتي تقول الانتقادات بشأنها أنها ستعمل على تدمير الكثير من تراث المدينة. بعض هذه الخطط تهدف إلى تحويل مساحة من ضواحي القرون الوسطى إلى أبراج خرسانية من عشرين طابق.

## أحداث وحوادث
في سنة 2019 توعد عدد من سكان حارة يمن في حي الطندباوي بمكة المكرمة بمقاضاة شركة الكهرباء المسؤولة، وقد اتهما السكان بتركها كابلات الضغط العالي عارية بين مساكنهم، إضافة إلى محولات التيار المكشوفة، مشيرين إلى أن الشركة تتجاهل بلاغاتهم المتكررة، ولم تتحرك لمعالجة الوضع وإنهاء خطر إصابتهم بالصعق الكهربائي، محذرين من سقوط سكان الحي خصوصا الأطفال ضحايا للصعق.

وجاء في صحيفة عكاظ يوم 23 أكتوبر 2019 أن كابلات الضغط العالي تنتشر في شوارع الحي منذ ما يزيد على ستة أشهر، دون أن تتحرك شركة الكهرباء لمعالجة الوضع، موضحة أن الوضع تفاقم بانفجار أحد المحولات واشتعال النيران. وقال أحد سكان الحي: